# SS-Rasse und Siedlungshauptamt
Het SS-Rasse und Siedlungshauptamt (RuSHA) was een hoofdbureau van de SS dat verantwoordelijk was voor de raciale zuiverheid van manschappen van de SS en hun toekomstige vrouwen.
Voor de oorlog was de belangrijkste taak van dit hoofdbureau de keuring van rekruten volgens de strenge regelgeving binnen de SS. Aanvankelijk was een belangrijke eis dat de leden van de SS volledig Arisch moesten zijn en dus bijvoorbeeld geen joods bloed in zich hadden. Tijdens de oorlog werden deze regels een stuk soepeler, omdat de verliezen aan het front anders niet meer konden worden aangevuld.
Het hoofdbureau werd op 1 januari 1932 opgericht en kende diverse bevelhebbers:
| Nr. | Afbeelding | Bevelhebbers van het SS-Rasse und Siedlungshauptamt    | Aangetreden               | Einde termijn     | Duur termijn      |
| --- | ---------- | ------------------------------------------------------ | ------------------------- | ----------------- | ----------------- |
| 1   |            | SS-Obergruppenführer Richard Walther Darré (1895-1953) | 1 januari 1932            | 11 september 1938 | 6 jaar, 254 dagen |
| 2   |            | SS-Brigadeführer Günther Pancke (1899-1973)            | 1 juli/ 12 september 1938 | 9 juli 1940       | 1 jaar, 301 dagen |
| 3   |            | SS-Gruppenführer Otto Hofmann (1896-1982)              | 9/17 juli 1940            | 20 april 1943     | 2 jaar, 285 dagen |
| 4   |            | SS-Obergruppenführer Richard Hildebrandt (1897-1952)   | 20 april 1943             | 8 mei 1945        | 2 jaar, 18 dagen  |

## Organisatie
De organisatie was onderverdeeld in twaalf genummerde Ämter (afdelingen) plus het Ahnentafelamt (het stamboombureau):
- Amt I: Organisation und Verwaltungsamt (centraal bureau) 
  - SS-Brigadeführer Wilhelm Meinberg (5 maart 1935 - 10 december 1937)
  - SS-Oberführer Otto Bonnes (10 december 1937 - 10 oktober 1939[8])
  - SS-Oberführer Michael Feist (1 november 1941 - 8 mei 1945)

- Amt II: Rassenamt (rassenbureau)
  - SS-Gruppenführer Hermann Reischle (10 juni 1937 - 12 september 1938[9])
  - SS-Obergruppenführer Otto Hofmann (16 december 1939 - 17 juli 1940[10])
  - SS-Standartenführer Bruno Schultz (1 oktober 1941 - 8 mei 1945[11]) (m. d. W. d. G. b.)

- Amt III: Schulungsamt (scholingsafdeling)
  - SS-Brigadeführer Hermann Reischle (16 februari 1937[9])
  - SS-Sturmhauptführer Ernst Fick (12 april 1935 - 21 april 1937[12]) (tevens Stabsführer scholingsafdeling)

- Amt IV: Sippen und Heiratsamt (familie- en trouwafdeling)  
  - SS-Brigadeführer Arthur Gütt (1 juli 1937 - 1 augustus 1939)
  - SS-Obergruppenführer Otto Hofmann (1 augustus 1939 - 1 december 1940)
  - SS-Oberführer Richard Kaaserer
  - SS-Brigadeführer Karl Heider (1 februari 1945 - 8 mei 1945)

- Ahentafelamt (stamboombeheer)
  - SS-Oberführer Richard Kaaserer (december 1942 - februari 1942)

- Amt V: Amt für Volksgesundheit (afdeling voor Volksgezondheid)
  - SS-Oberführer Helmut Poppendick (1 maart 1942 - december 1944)

- Amt VII: Rassenamt (afdeling voor Raciale Zaken):
  - SS-Gruppenführer Hermann Reischle[10] (30 januari 1935 - 1 februari 1939)
  - SS-Obergruppenführer Otto Hofmann (1 februari 1939 - 1 augustus 1939/17 juli 1940[10])
  - SS-Standartenführer Bruno Schultz[10] (1 september 1939 - 8 mei 1945)

- Amt VIII: Sippenamt (afdeling voor Genealogie)
(ontbonden op 31 december 1941, en opgegaan in het Sippen und Heiratsamt):
  - SS-Brigadeführer Arthur Gütt (1 juli 1937 - 1 augustus 1939)
  - SS-Obergruppenführer Otto Hofmann (1 augustus 1939 - 1 december 1940)
  - SS-Oberführer Richard Kaaserer (1 december 1940 - 31 december 1941)
  - SS-Gruppenführer Harald Turner (25 december 1943 - 5 september 1944[13])
  - SS-Brigadeführer Bernd von Kannel (februari 1942 - 8 mei 1945)

- Amt IX: Siedlungsamt (afdeling kolonisatie):
  - SS-Gruppenführer Werner Willikens (9 mei 1933 - 21 juni 1935)
  - SS-Brigadeführer Herbert Backe (21 juni 1935 - 1 juli 1937[14][15])
  - SS-Gruppenführer Kurt von Gottberg (1 juli 1937 - 7 november 1939)
  - SS-Gruppenführer Wilhelm von Holzschuer (7 november 1939 - 1 juni 1940[16][17])
  - SS-Standartenführer Heinrich Tole (1 juni 1940 - 8 mei 1945)

- Amt X: Amt für Bevölkerungspolitik (afdeling voor Bevolkingsbeleid)

- Amt XI: Fürsorge- und Versorgamt (Sociale Zekerheid en Verzorgingsafdeling)
(opgericht binnen het hoofddirectoraat van de SS op 15 augustus 1940,
 overgedragen aan het directoraat-generaal voor Ras en Nederzetting in januari 1942):
  - SS-Brigadeführer Hermann Haertel (30 januari 1942 - mei 1945)

## Afkorting
- mit der Wahrnehmung der Geschäfte beauftragt (m.d.W.d.G.b.) - vrije vertaling: met de waarneming van de functie belast